# Xomacris nuptialis
Xomacris nuptialis är en insektsart som först beskrevs av Carl Eduard Adolph Gerstäcker 1889. 
Xomacris nuptialis ingår i släktet Xomacris och familjen Romaleidae. Inga underarter finns listade i Catalogue of Life.